# エア・エクスプレス・スウェーデン

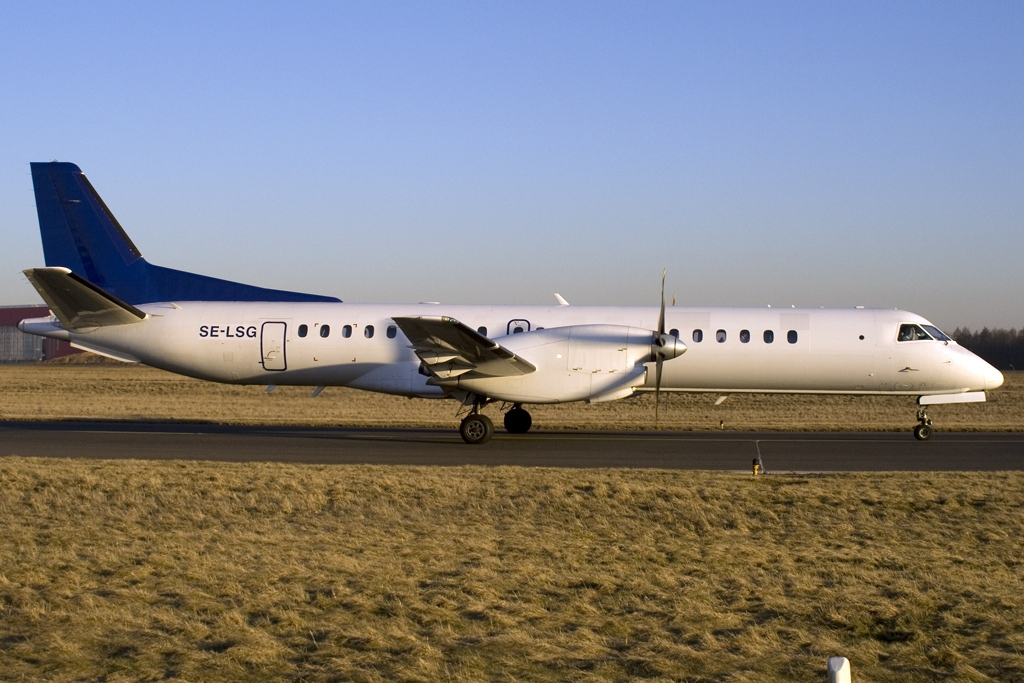
エア・エクスプレス・スウェーデンのサーブ2000。2008年撮影。

エア・エクスプレス・スウェーデン（Air Express Sweden）は、かつて存在したスウェーデンのチャーター航空会社であったが、2009年にMCA航空によって買収され、同社による運航へ移行した。運用していた機材のうち、フォッカー 100は同年秋からペトロ・エアで使用され、サーブ 2000はブルーワンで使用された。

## 保有機材
エア・エクスプレス・スウェーデンからMCA航空に移管された機材はすべて、MCA航空の終焉まで使用され続けた。
- フォッカー 100 1機：累計では同型機2機が使用されていた[1]。
- サーブ 2000 2機